# Estádio Desportivo Alhaji Aliu Mahama
O Estádio Desportivo Alhaji Aliu Mahama (em inglês: Alhaji Aliu Mahama Sports Stadium), anteriormente conhecido como Estádio Desportivo de Tamale (em inglês: Tamale Sports Stadium) é um estádio multiuso localizado na cidade de Tamale, em Gana, inaugurado oficialmente em 23 de janeiro de 2008 com capacidade máxima para 21 017 espectadores.
Utilizado principalmente em competições de futebol, é oficialmente a casa onde o Real Tamale manda seus jogos oficiais por competições nacionais. A Seleção Ganesa de Futebol esporadicamente também manda partidas amistosas e oficiais no estádio.

## Histórico
Foi uma das sedes oficiais do Campeonato Africano das Nações de 2008, abrigando jogos da fase de grupos e uma partida válida pelas quartas-de-final da competição.
Em 31 de outubro de 2017, o governo do Gana, proprietário do estádio, decidiu adotar a atual denominação do estádio como forma de render homenagem à Alhaji Aliu Mahama, engenheiro e político ganês que serviu como o 4.º vice-presidente do país entre 2001 e 2009 e que faleceu em 16 de novembro de 2012, vítima de acidente vascular cerebral.